# Manuela Carlos
Manuela Carlos é uma actriz portuguesa.

## Biografia
Atriz, tendo participado em diversos projectos de televisão como Passerelle, Palavras Cruzadas, etc. É casada com o actor Alexandre de Sousa.

## Carreira
- 1981 - longa metragem Ao Fundo da Estrada, realização de Rui Ramos
- 1981 - série Um Táxi na Cidade[2]
- 1983 - longa metragem Mãe Genoveva (protagonista), realização de Lauro António
- 1985 - longa metragem O Vestido Cor de Fogo, realização de Lauro António
- 1986 - telenovela  Palavras Cruzadas, RTP
- 1987 - série Estrada Larga, RTP
- 1987 - série francesa A Mala de Cartão
- 1988 - telenovela Passerelle, RTP
- 1989 - apresentação do Festival RTP da Canção com António Victorino D'Almeida
- 1989 - série de acção Caixa Alta, RTP
- 1991 - longa metragem Aqui D'El Rei!, realização de António Pedro Vasconcelos
- 1992 - série André Topa Tudo, RTP
- 1992/1993 - telenovela Telhados de Vidro, TVI
- 1998 - actriz convidada na série  Médico de Família, SIC
- 2001 - elenco adicional na telenovela A Senhora das Águas, RTP